# Luis Gimeno
Luis Gimeno (Montevidéu, 15 de fevereiro de 1927 - 24 de julho de 2017) foi um ator uruguaio-mexicano.

## Filmografia

### Televisão
- Como dice el dicho (2012) .... Don Joaquín
- Locas de amor (2010) .... Ing. Cervantes
- Hasta que el dinero nos separe (2009-2010) .... Lic. Fernando Bernal
- Mañana es para siempre (2008-2009) .... Padre Bosco San Román
- Barrera de amor (2005-2006) .... Josefo Maldonado
- Bajo el mismo techo (2005)
- Amarte es mi pecado (2004) .... Clemente Sandoval
- El juego de la vida (2001-2002) .... Nicolás Domínguez
- El precio de tu amor (2000-2001) .... Padre Chucho
- DKDA: Sueños de juventud (1999-2000) .... Jorge Rey
- Cuento de Navidad (1999-2000) .... Dr. Ricardo García de Castro
- Nunca te olvidaré (1999) .... Dr. Alberto Rivero
- Rencor apasionado (1998) .... Germán Reyes
- Pueblo chico, infierno grande (1997) .... Padre Arceo
- Confidente de secundaria (1996) .... Ulises
- La antorcha encendida (1996) .... Guillermo Aguirre y Viana
- Alondra (1995)
- Agujetas de color de rosa (1994-1995) .... Lucio
- El vuelo del águila (1994) .... Napoleón III
- Los parientes pobres (1993) .... Marlon
- María Mercedes (1992-1993) .... Don Sebastián Ordóñez
- Alcanzar una estrella II (1991) .... Don Odiseo
- Los Amantes frios (1978) .... Cura
- El carruaje (1972) .... José María Lacunza
- El amor y esas cosas (1969)
- Del altar a la tumba (1969)
- De la tierra a la luna (1969)
- Cárcel de mujeres (1968)
- Duelo de pasiones (1968)
- Leyendas de México (1968)
- Rocambole (1967)
- La dueña (1966)
- La madrastra (1962)
- Don Bosco (1961)
- Una canción para recordar (1960)
- Ha llegado un extraño (1959)

### Teatro
- Iglú (1959), de Mark Feed.
- Las alas del pez (1960), de Fernando Sánchez Mayáns.
- El rey Lear (1963), de William Shakespeare.
- Columna social (1964), de Celestino Gorostiza.
- Los hombres del cielo (1965), de Ignacio Retes.
- El inspector (1965), de Gogol.
- Medusa (1968), de Emilio Carballido.
- Volpone (1977), de Ben Johnson.
- La jaula de las locas (1993), de Harvey Fierstein.
- Las muchachas del club (1999), de Ivan Menchell.
- Los arboles mueren de pie (2000), de Alejandro Casona.
- Visitando al Sr. Green (2006), de Jeff Baron.
- El burgués gentilhombre, de Moliere.
- Las alegres comadres de Windsor, de William Shakespeare.

## Prêmios e indicações

### Prêmios TVyNovelas
| Ano  | Categoria             | Telenovela             | Resultado |
| ---- | --------------------- | ---------------------- | --------- |
| 2010 | Melhor ator principal | Mañana es para siempre | Venceu    |
| 2004 | Melhor ator principal | Amarte es mi pecado    | Indicado  |
| 1993 | Melhor ator principal | María Mercedes         | Indicado  |